# Referèndum de Berlín de 2021
El referèndum de Berlín de 2021 és un referèndum consultiu d'iniciativa popular que es va celebrar el 26 de setembre de 2021, al mateix temps que les eleccions regionals, perquè els berlinesos puguin votar sobre l'expropiació de les empreses immobiliàries privades propietàries de més de 3.000 habitatges en la capital alemanya, mitjançant la seva absorció pel govern regional de Berlín.
El referèndum fou possible gràcies a una iniciativa de «Deutsche Wohnen & Co enteignen» (expropiar Deutsche Wohnen i companyia) que va recollir 350.000 firmes, tot i que el mínim era 170.000. Afectaria uns 240.000 habitatges, que representa l’11% dels habitatges de la capital. L'objectiu d'aquesta expropiació és mitigar la gentrificació.
La proposta va ser aprovada per una àmplia majoria de gairebé el 60% dels vots emesos. El resultat també va ser validat pel fet que es va superar el quòrum requerit del 25% dels votants registrats, amb una mica més del 42% d'ells votant a favor de l'expropiació.
No obstant això, aquest resultat depèn que el parlament de l'estat de Berlín el converteixi en llei, a reserva de la legitimitat que li atorgui al projecte la magnitud de la seva victòria en les urnes.